# 杉浦勇紀
杉浦 勇紀（すぎうら ゆうき、9月1日 -）は、日本のゲームミュージック作曲家、編曲家、作詞家。株式会社スタジオエデン代表取締役。

## 来歴
東京都世田谷区にて誕生後、町田市で育つ。アイディアファクトリーのゲーム主題歌に抜擢されたことを機に、2007年からゲームミュージック作曲家として活動を開始。主に「アズールレーン」「薄桜鬼_〜新選組奇譚〜」「DIABOLIK LOVERS」「忍び、恋うつつ」等の音楽に携わる他に、ロックバンドAZALEのギター・ボーカルとして活動。

## 担当作品

### ゲーム音楽
- アズールレーン
  - 海域イベント「赫輝のマルティリウム」（2024）
  - 海域イベント「須臾望月抄」（2023）
  - 海域イベント「覆天せし万象の塵」（2023）：ボス戦、無人島フィールド曲などのBGM
  - 海域イベント「赫の涙月　菫の暁風」（2022）：イベントBGM「八咫、白日を喰す」[3]
  - 海域イベント「誠閃の剣　搖光の城」ヴァンガード篇（2022）
  - イベントBGM「遡望せし虹彩の塔」（2021）
  - ミニゲーム「母港大食い競争」BGM「桜が舞う水面 ～NEWBIE」（2021）
  - イベントBGM「駆けよ碧海の吹き風」（戦闘曲、ボス戦、竜宮城シーン）メニュー内会話劇「冒険の始まり」「量産機」「波乗り風」各冒頭曲（2021）
  - クロスウェーブ（Nintendo Switch版）（2020）
  - イベントBGM（2020）
  - クロスウェーブ DLC（2020）
  - イベントBGM（2019）
  - クロスウェーブ（2019）
  - 『アズールレーン』×『シノビマスター 閃乱カグラ NEW LINK』コラボ（2023）
- 薄桜鬼_〜新選組奇譚〜
  - 真改 遊戯録　隊士達の大宴会 for Nintendo Switch（2024）
  - 真改 万葉ノ抄（2023）
  - 真改 天雲ノ抄（2022）
  - 真改 黎明録（2021）
  - 真改 銀星ノ抄（2020）
  - 真改 月影ノ抄（2019）
  - 真改 風華伝 for Nintendo Switch（2018）
  - 真改 風華伝（2017）
  - 真改 華ノ章（2016）
  - 遊戯録　隊士達の大宴会（2016）
  - 真改 風ノ章（2015）
- 7'scarlet for Nintendo Switch（2024）
- Death end re;Quest Code Z（2024）（アレンジ含む） - 共作
- 爆走次元ネプテューヌ VS 巨神スライヌ（2024）
- 東方スペルカーニバル（2024） - 共作
- 超次元ゲイム ネプテューヌ
  - GameMaker R:Evolution（2023）
  - Sisters vs Sisters（2022）
- 閃乱忍忍忍者大戦ネプテューヌ -少女達の響艶-（2022）
- 機動戦士ガンダム バトルオペレーション Code Fairy（2021） - 共作
- スーパーロボット大戦30（2021）：ドライストレーガーのテーマ「我が航路、無窮なり」ほか - 共作
- 白と黒のアリス for Nintendo Switch（2021）[4]
- 夢王国と眠れる100人の王子様（2021）：「薄桜鬼_〜新選組奇譚〜 真改」コラボレーションイベントBGM
- Death end
  - re;Quest（2020）（Nintendo Switch版） - 共作
  - re;Quest2（2020）
- Go!Go!5次元GAME ネプテューヌ re★Verse（2020）
- 忍び、恋うつつ
  - for Nintendo Switch（2020）
  - 万花彩絵巻（2018）
  - 甘蜜花絵巻（2017）
  - 雪月花恋絵巻（2015）
  - （2014）[5]
- DIABOLIK LOVERS
  - GRAND EDITION（2018）
  - LUNATIC PARADE（2016）
  - DARK FATE（2015）
  - MORE,BLOOD LIMITED V EDITION（2015）
  - VANDEAD CARNIVAL（2014）
  - LIMITED V EDITION（2013）
  - MORE BLOOD（2013）
  - （2012）
- 勇者ネプテューヌ 世界よ宇宙よ刮目せよ!! アルティメットRPG宣言!!（2018） - 共作
- 白と黒のアリス -Twilight line-（2018）[4]
- 真紅の焔 真田忍法帳（2018）
- Death end re;Quest（2018） - 共作
- Cyberdimension Neptunia: 4 Goddesses Online（2017） - 共作
- 白と黒のアリス（2017）[4]
- 戦刻ナイトブラッド（2017） - 共作
- 四女神オンライン CYBER DIMENSION NEPTUNE（2017） - 共作
- MARGINAL#4 ROAD TO THE GALAXY（2017）
- 7'scarlet（2016）[5]
- 東京喰種トーキョーグール JAIL（2015） - 共作
- I DOLL U（2015）
- 百華夜光（2015） - 共作
- MARGINAL#4 IDOL OF SUPERNOVA（2014）
- ALICE=ALICE（2014）
- -8（マイナスエイト）（2013）[2]
- 源狼～GENROH～（2012）（テーマ曲を除く）[5]
- 恋愛番長2 MidnightLesson!!!（2012） - 共作
- デス・コネクション ポータブル（2011）（OP・ED含む全音楽担当）
- いつかこの手が穢れる時に-SPECTRAL FORCE LEGACY-（2009）（OP・ED含む全音楽担当）
- デス・コネクション（2009）（OP・ED含む全音楽担当）
- L2 Love×Loop（エルノジジョウ ラブ アンド ループ）（2009）（OP・ED含む全音楽担当）
- 神代學園幻光録クル・ヌ・ギ・ア（2008）（OP・ED含む全音楽担当）
- スペクトラルジーン（2007）（OP・ED含む全音楽担当）

### ゲーム主題歌・エンディング・挿入歌
- My9Swallows TOPSTARS LEAGUE（2024）：主題歌・エンディング曲（作詞・作曲）
- 十三支演義 偃月三国伝1・2 for Nintendo Switch（2022）：主題歌・エンディング曲 ‐ THE AURIGAS名義
- Death end re;Quest（2020）：イメージソング「絶対殲滅ディストピア」 - THE AURIGAS名義
- マギ 新たなる世界（2014）：OPテーマ曲
- デス・コネクション ポータブル（2011）- Heinrich Von Ofterdingen名義
- いつかこの手が穢れる時に-SPECTRAL FORCE LEGACY-（2009）- Heinrich Von Ofterdingen名義
- デス・コネクション（2009）- Heinrich Von Ofterdingen名義
- L2 Love×Loop（エルノジジョウ ラブ アンド ループ）（2009）- Heinrich Von Ofterdingen名義
- 神代學園幻光録クル・ヌ・ギ・ア（2008）- Heinrich Von Ofterdingen名義
- スペクトラルジーン（2007）- Heinrich Von Ofterdingen名義
- 新紀幻想スペクトラルソウルズ2（2005）：主題歌・エンディング - 青い花名義

### アニメ
- 薄桜鬼_〜新選組奇譚〜 真改 風ノ章 特典OVA（2015）
- DIABOLIK LOVERS DARK FATE 特典OVA（2015）

### TVCM・PV
- アズールレーン
  - 7周年記念アニメPV（2024）[6]
  - 海域イベント「須臾望月抄」アニメ（2023）
  - 海域イベント「覆天せし万象の塵」アニメイメージPV・エイプリルフールPV（2023）
  - 海域イベント「黙示の遺構」アニメイメージPV（2023）
  - 海域イベント「誠閃の剣 搖光の城」戦艦ヴァンガード・イメージPV（2022）
  - エイプリルフールイベント「今度の舞台は宇宙（そら）へ…?!」PV（2022）
  - TVCM
  - クロスウェーブ：TVCM（2019）
  - 『アズールレーン』×『シノビマスター 閃乱カグラ NEW LINK』コラボ アニメ（2023）
  - 『アズールレーン』×『ライザのアトリエ2・ライザのアトリエ3』アニメイメージPV（2022）
- 薄桜鬼_〜新選組奇譚〜
  - 異聞 ベレジンスキーの魔女（2024）：PV
  - 15周年記念【桜花詳伝】プロモーションムービー（2023）
- DIABOLIK LOVERS
  - 血鬼夜煌 -Bloody Ghost-（2022）：PV（既存曲）
  - CHAOS LINEAGE （2019）：PV
  - LUNATIC PARADE（2016）：PV
  - BLOODY BOUQUET（2015）：PV
- JR HAKATA CITY「AMU HAKATA × Nicolas Buffe」オリジナルアニメーション「乙姫（OTOHIME）」テーマ曲（2021）：PV、TVCM、会場内BGM含む
- マギ 新たなる世界（2014）：PV
- -8（マイナスエイト）（2013）：PV
- デジモンワールド Re:Digitize Decode（2013）：TVCM
- VANQUISH BROTHERS（2013）：PV

### ドラマCD
- 渇望メソッド、梟は夜に哭く（2017）：BGM
- 渇望メソッド（2015）：BGM
- DIABOLIK LOVERS
  - BLOODY BOUQUET（2015）：BGM
  - MORE BLOOD（2013）：BGM
  - （2012）：BGM
- -8（マイナスエイト）
  - キャラクターソング+ドラマ（2014）：BGM
  - ONLYキミ専用HERO!!!（2013）：BGM
- VANQUISH BROTHERS（2013）：テーマ曲
- ALICE=ALICE（2013）：BGM

### その他イベント
- ドローンショー「アズールレーン 7th Anniversary Fes.八景島シーパラダイス」（2024）：ドローンショーBGM
- オーケストラコンサート
  - 「薄桜鬼_〜新選組奇譚〜 ～紫蘭管弦宴～」（東京オペラシティホール）（2024）[1]
  - 「管弦楽 薄桜鬼_〜新選組奇譚〜 響秋詩音」（ロームシアター京都）（2019）[1]
- VECTROS（小倉久佳音画制作所（ex:ZUNTATA））（2013）：オーディオサンプルデータ提供

### アーティスト活動
AZALE
- 「愛のガンフリーカー」（徳間ジャパンコミュニケーションズ）（2023）：作詞・作曲[7]
- 「君のリボルバー」（徳間ジャパンコミュニケーションズ）（2023）：作詞・作曲[7]

青い花
- 「改／青の碧落」（新紀幻想スペクトラルソウルズ2主題歌・エンディング曲）（2005）：作曲

POP
- 「僕はぐんじょ色で giga ambient mix」（2000）：Remix
- 「ROCK7 RX78ver.2」（2000）：Remix

ART：MODE
- 「君にアイたい」（徳間ジャパンコミュニケーションズ）（2000）：作詞・作曲